# 22870 Rosing
22870 Rosing este un asteroid din centura principală de asteroizi.

## Descriere
22870 Rosing este un asteroid din centura principală de asteroizii. A fost descoperit pe 14 septembrie 1999 la Fountain Hills (Arizona) de Charles W. Juels. Asteroidul prezintă o orbită caracterizată de o semiaxă mare de 2,69 ua, o excentricitate de 0,17 și o înclinație de 12,8° în raport cu ecliptica.